# Anders Petersson (friidrottare)
Anders Petersson, född 26 juni 1946, en svensk hinderlöpare. Han vann SM-guld på 3 000 meter hinder år 1972. Han tävlade inhemskt för Turebergs IF.